# Сан-Грегорио-Армено
Са́н-Грего́рио-Арме́но (итал. La chiesa di San Gregorio Armeno) — Церковь Святого Григория Армянского и монастырь в Неаполе, Италия. Второе название — церковь Санта-Патриция (chiesa di Santa Patrizia). Один из важных церковных комплексов города в стиле барокко. Церковь расположена на улице с одноимённым названием к югу от улицы Виа дей Трибунали и в нескольких кварталах к югу от церкви Сан-Паоло-Маджоре, между большим декуманусом и нижней частью старого центра.

## История
Церковь построена около 930 года на руинах древнеримского храма, посвящённого Церере. Однако по другим, более достоверным источникам, начальное сооружение, скорее всего, относится к VIII веку и связано с группой монахинь-базилианок, бежавших из Греции (в то время части Византийской империи) с мощами святого Григория (252 - 326) патриарха Армении (с 302 по 325 год) от преследований иконоборцев. По преданию, на этом месте располагался монастырь, основанный Флавией Юлией Еленой, матерью императора Константина, потомком которой считали Святую Патрицию (Патрисию) Константинопольскую (отсюда второе название церкви).
В 1009 году, в норманнскую эпоху, монастырь оформился в островную часть древнего центра с объединением четырёх окружающих друг друга ораториев, где поселились монахини Сан-Себастьяно, Сан-Сальваторе, Сан-Грегорио и Сан-Панталеоне с принятием бенедиктинского устава.

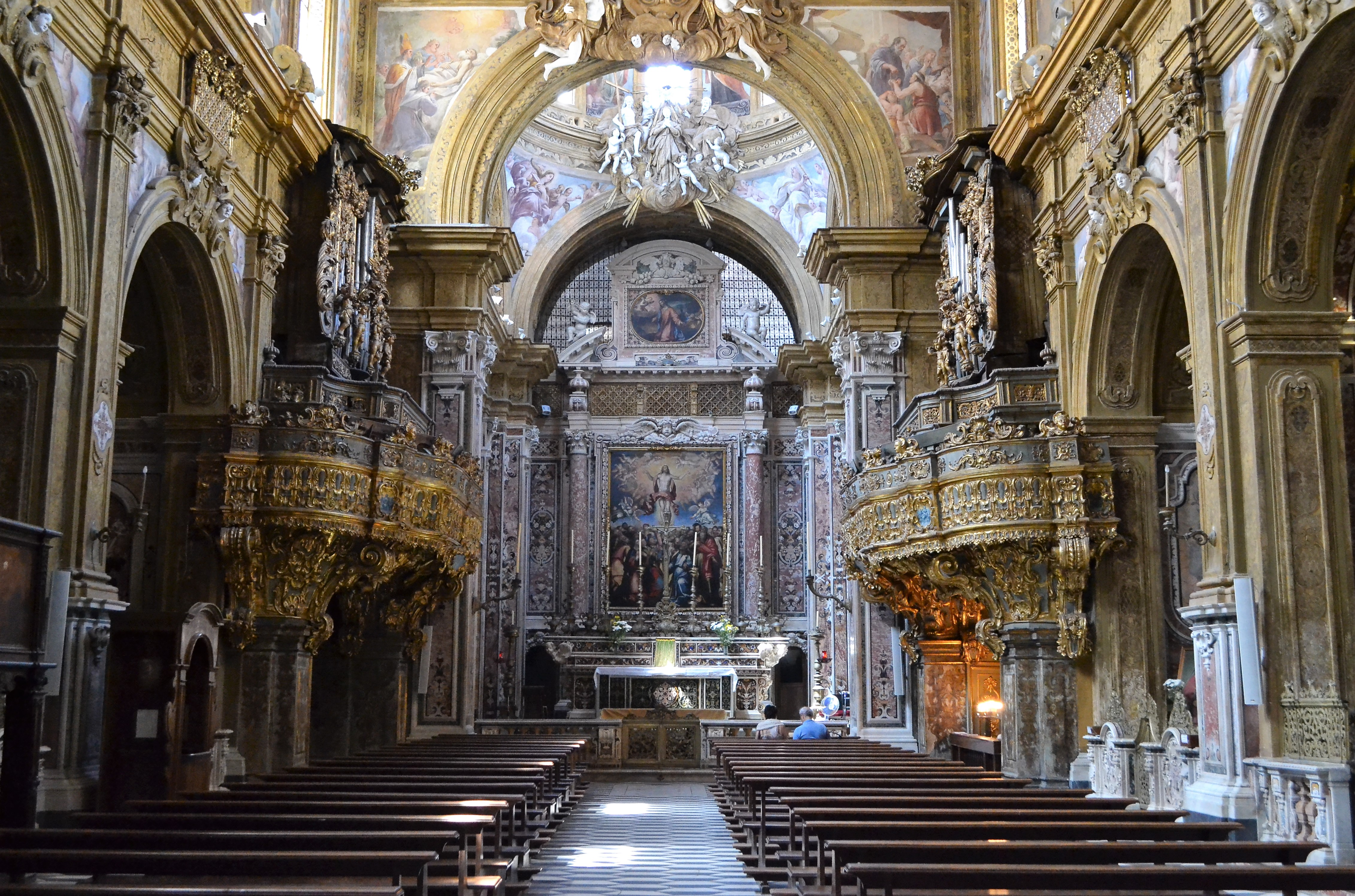
Интерьер церкви

С 1572 года монастырский комплекс подвергся глубокой реконструкции по проекту Джованни Франческо Мормандо и Джованни Винченцо Делла Моника. Строительство было начато в 1574 году под руководством архитектора Джованни Баттиста Каваньи. Работы заключались в реконструкции всех существовавших ранее построек, строительства новой церкви, на этот раз в стороне от монастыря, и кампанилы (колокольни) с пристройкой двух новых корпусов. В 1579 году Доменико Фонтана отвечал за мраморный пол внутри церкви, а необходимые структурные работы были завершены уже в 1580 году; поэтому в том же году здание, освящённое годом ранее, было открыто для прихожан. Однако работы продолжались. В 1606 году Каванья завершил фасад церкви и атриум с хором для монахинь наверху; в 1610 году зафиксировано строительство хора за апсидой (называемого большой капеллой).
С приходом французских захватчиков монастырь вначале был включён в список подлежащих упразднению; однако указом 1808 года ему была предоставлена привилегия продолжать существование и он стал одним из немногих бенедиктинских монастырей, уцелевших от наполеоновских репрессий (возможно, благодаря тому, что он был одним из самых богатых в городе).
С 1864 года, после объединения Италии, в церковь были перенесены останки святого Патрика, происходящие из церкви святых Никандро и Марчиано; с этого момента в Сан-Грегорио-Армено совершается обряд растворения крови святого (процедура аналогична процедуре в соборе Собор Святого Януария Святого Януария), и поэтому церковь приобрела особенно широкую известность во всей Италии.
В 1950-х годах с созданием «Дома воспитания и обучения для девочек-сирот и нуждающихся в помощи» (Casa di educazione e istruzione per fanciulle orfane e bisognose di assistenza) в монастыре возобновилась просветительская деятельность.

## Архитектура, интерьер и произведения искусства в церкви
Главный фасад церкви, выходящий на улицу, создан по проекту Джованни Винченцо делла Моника между 1572 и 1574 годами. Он оформлен рустом из камня пиперино и мрамора, имеет три арки и пилястры тосканского ордера. Вход осуществляется через главный портал и парадную лестницу, её боковые стены украшены фресками 1762 года Никола Антонио Альфано в стиле «тромплёй» (фр. trompe-l'œil) с изображениями листьев, колонн и аллегорических фигур.
Террасные помещения монахинь выходят в кьостро (клуатр), в центре которого находится мраморный фонтан XVII века, украшенный дельфинами и гиппокампами, c двумя статуями XVIII века работы Боттильери, изображающими сюжет «Христос и самаритянка».
Интерьер имеет один неф с пятью боковыми капеллами без трансепта, который заканчивается прямоугольным пресвитерием, увенчанным полукуполом. Фрески написаны Лукой Джордано в 1679 году, они представляют собой одну из самых важных его живописных работ. На контрфасаде неаполитанский художник в 1684 году написал цикл фресок, разделенный на три части: слева — «Прибытие армянских монахинь на берег Неаполя», в центре — «Перенос тела святого Григория», справа — «Приём неаполитанцев монахинями» от входа расположены две небольшие капеллы: слева — Капелла Непорочного зачатия с алтарной картиной Сильвестро Буоно «Непорочное зачатие»; справа — Капелла Святого Франциска, где находится алтарный образ конца XVI века «Мадонна с Младенцем со святыми Франциском Ассизским и Иеронимом», приписываемый фламандскому живописцу Корнелису Смету.
Дионисио Лаццари был автором главного алтаря (1682), включающего образ «Вознесения Христа» 1574 года работы Джована Бернардо Ламы. В интерьере церкви также находится знаменитая Святая лестница, используемая монахинями во время покаяния. Полукупол в 1671 году был расписан Лукой Джордано; в конхе он изобразил Славу святого Григория, в простенках тамбура изобразил восемь больших фигур бенедиктинских святых, а в «парусах» представлены Моисей, Иисус Навин, Мелхиседек и Руфь, датируемые временем между 1679 и 1681 годами.
В кессонах плафона помещены холсты в рамах изображающие жизнь Григория Просветителя и главных бенедиктинских святых. Они были заказаны игуменьей Беатрис Карафа фламандским художникам Теодоро д’Эррико и Корнелису Смету (ок. 1580).
Правый алтарь включает в себя алтарный образ «Благовещение Девы Марии», работы живописца Пачекко де Роса. Изображение Девы Марии Розария создал Никола Малинконико, фрески были написаны Франческо Ди Мария. Левый алтарь посвящён святому Бенедикту. Его создал знаменитый неаполитанский живописец Хосе де Рибера. Главный алтарь был создан Дионисио Лаццари, алтарь с изображением Воскресения — Джованни Бернардо Ламой.
В капелле Идрии находится восемнадцать картин Паоло де Маттеиса, изображающих жизнь Девы Марии. Над главным алтарём капеллы находится средневековая икона в византийском стиле — «Мадонна-дель-Идрия».
В капелле Сан-Грегорио-Армено (третьей справа) находятся картины Франческо Фраканцано «Истории из жизни Сан-Грегорио Армено» (1635): «Святого Григория бросают в колодец», справа: «Царь Тиридат умоляет святого Григория вернуть ему человеческий облик», в верхних люнетах имеются фрески с изображениями мученичества святого Григория, также работы Франческо Фраканцано; на передней стене — «Святой Григорий и ангел» Франческо ди Марии, фрески в верхнем люнете написаны тем же автором, которому помогал Никколо Де Симоне.

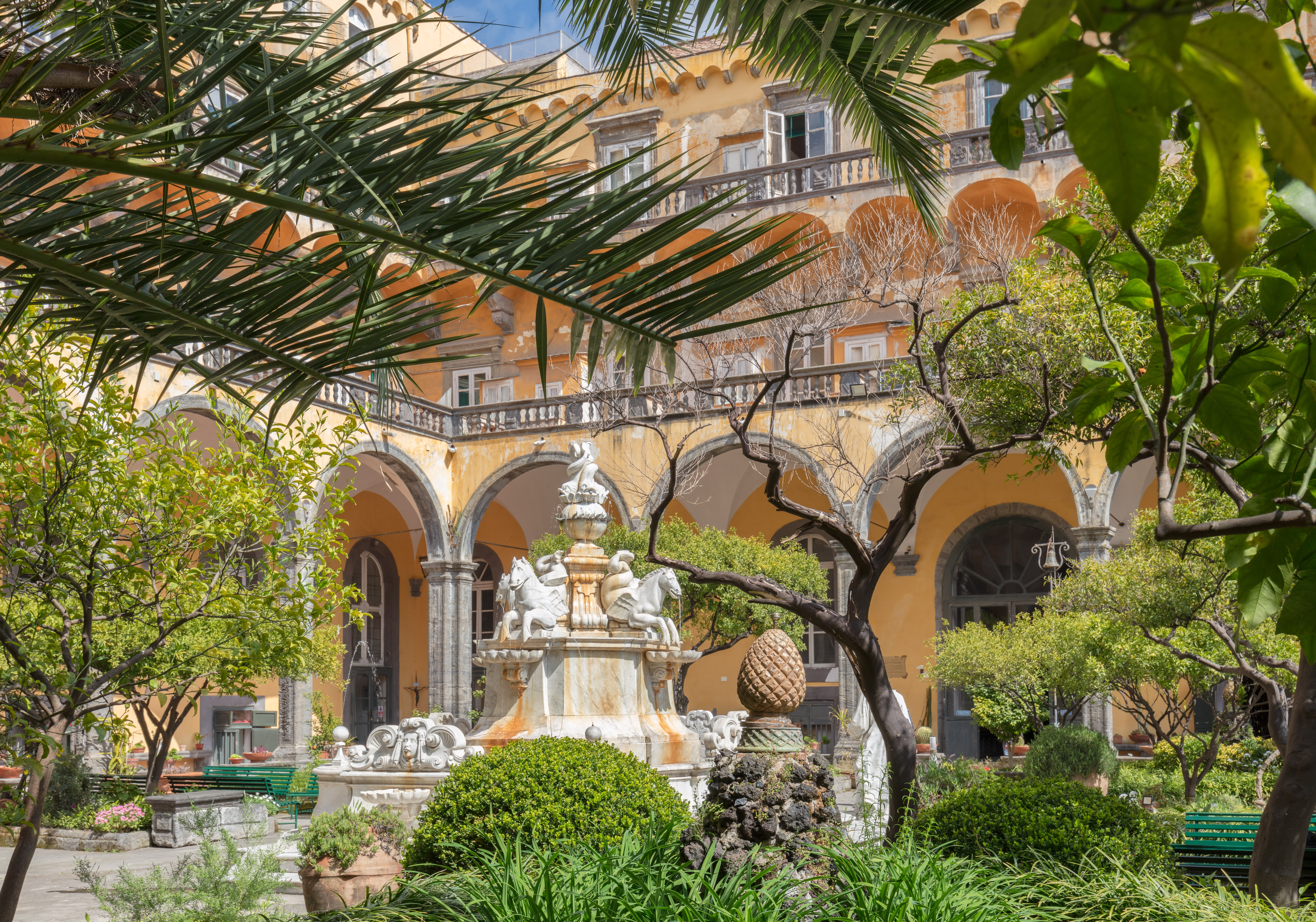
Кьостро монастыря
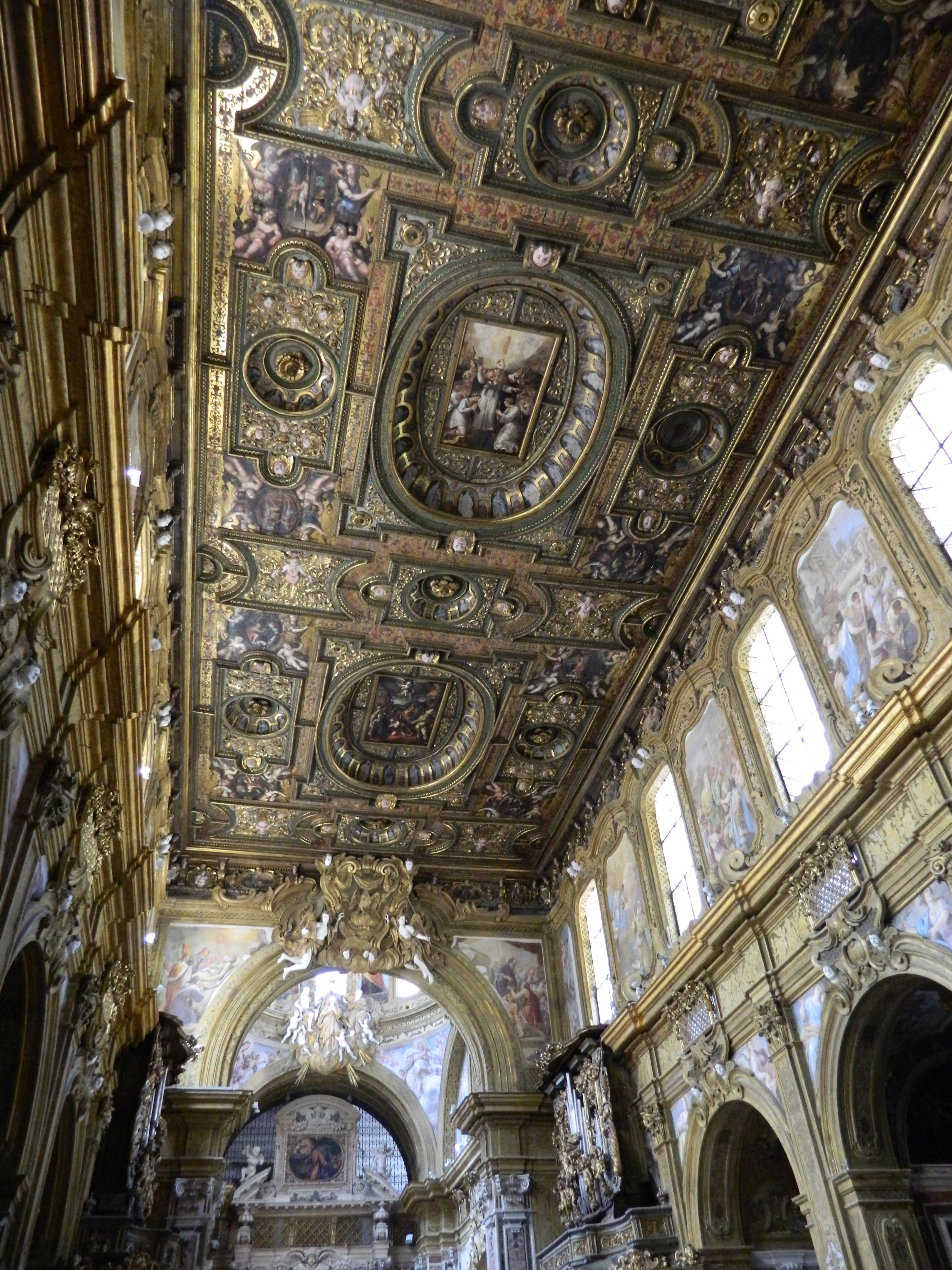
Плафон главного нефа
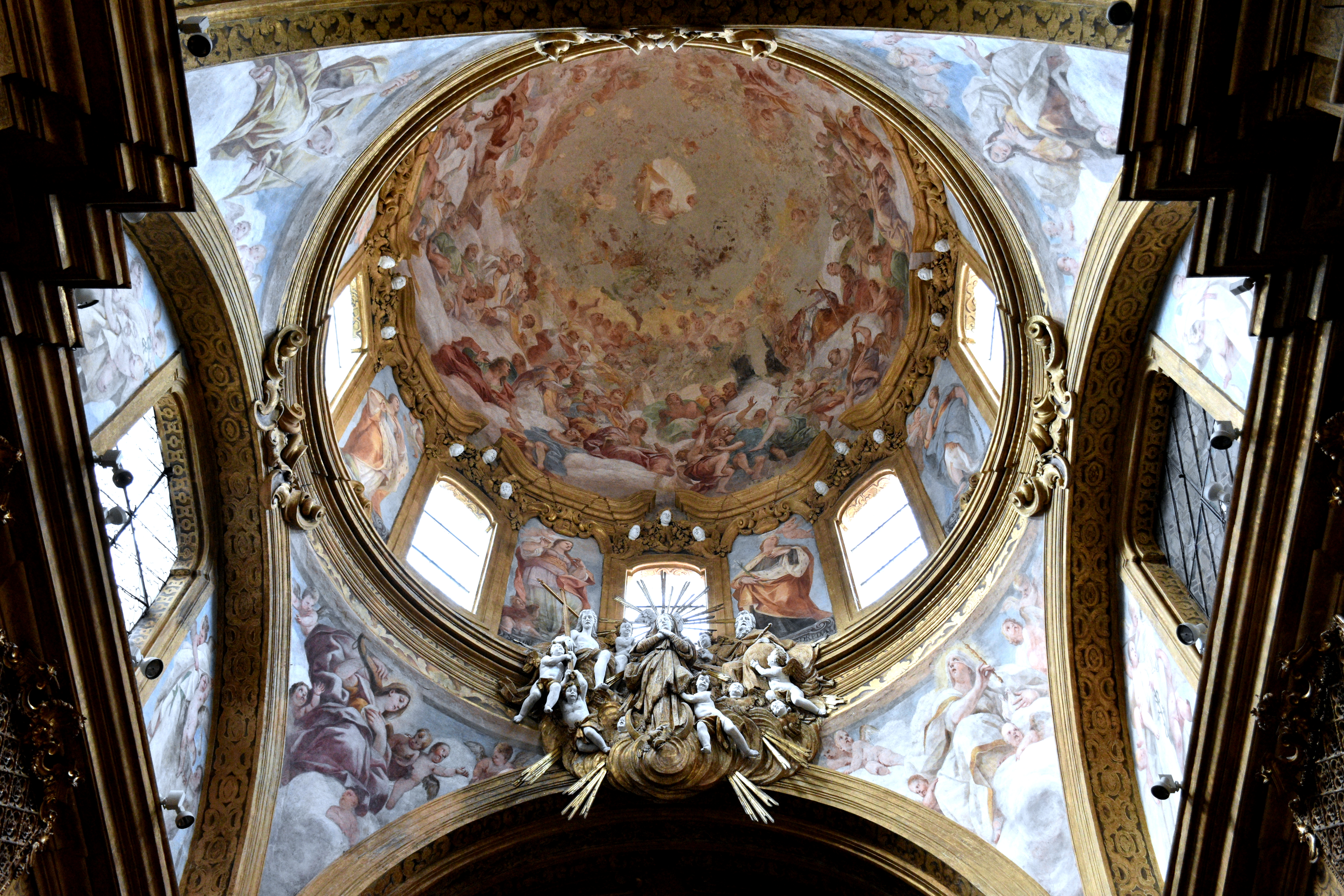
Купол и паруса
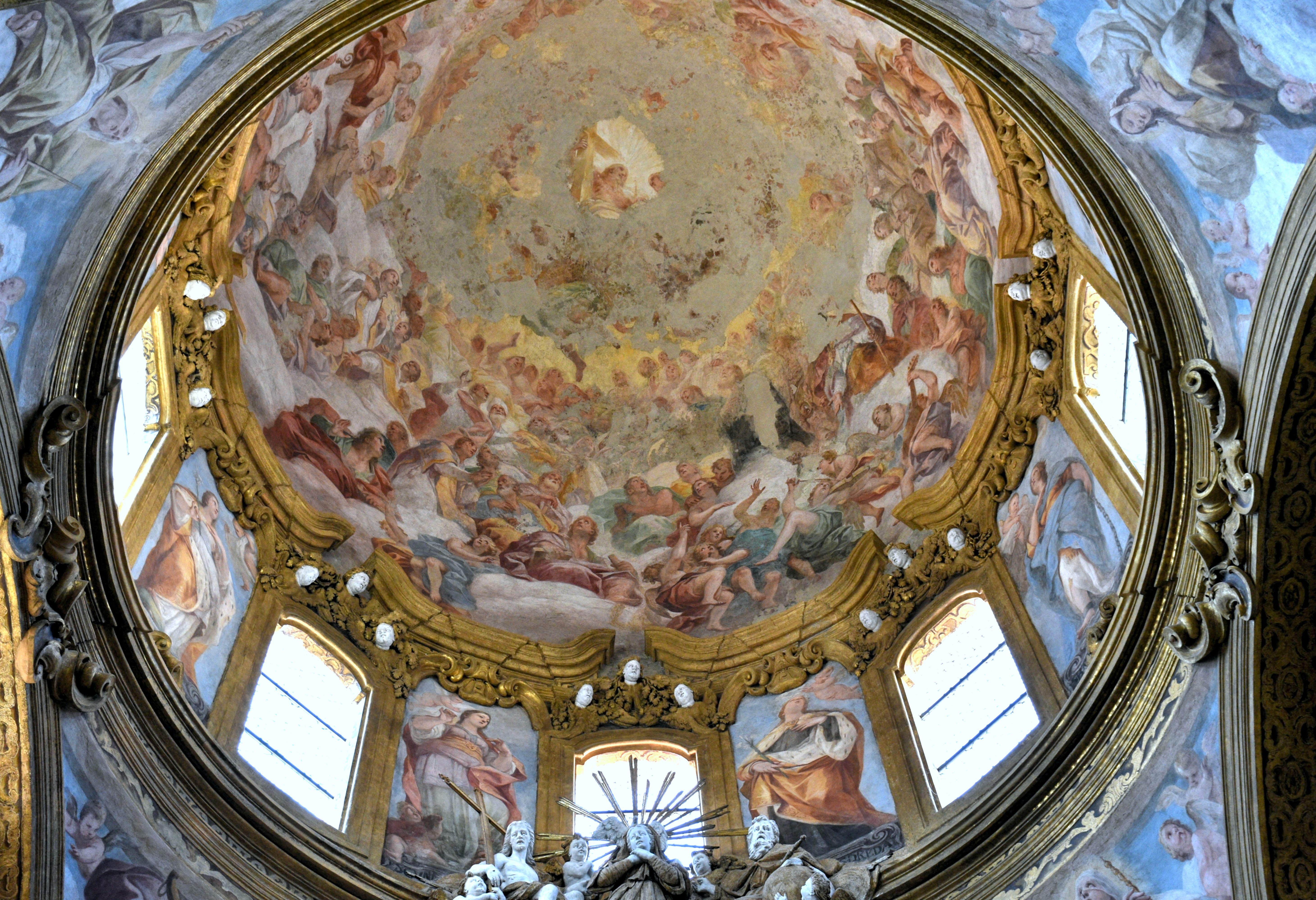
Роспись купола
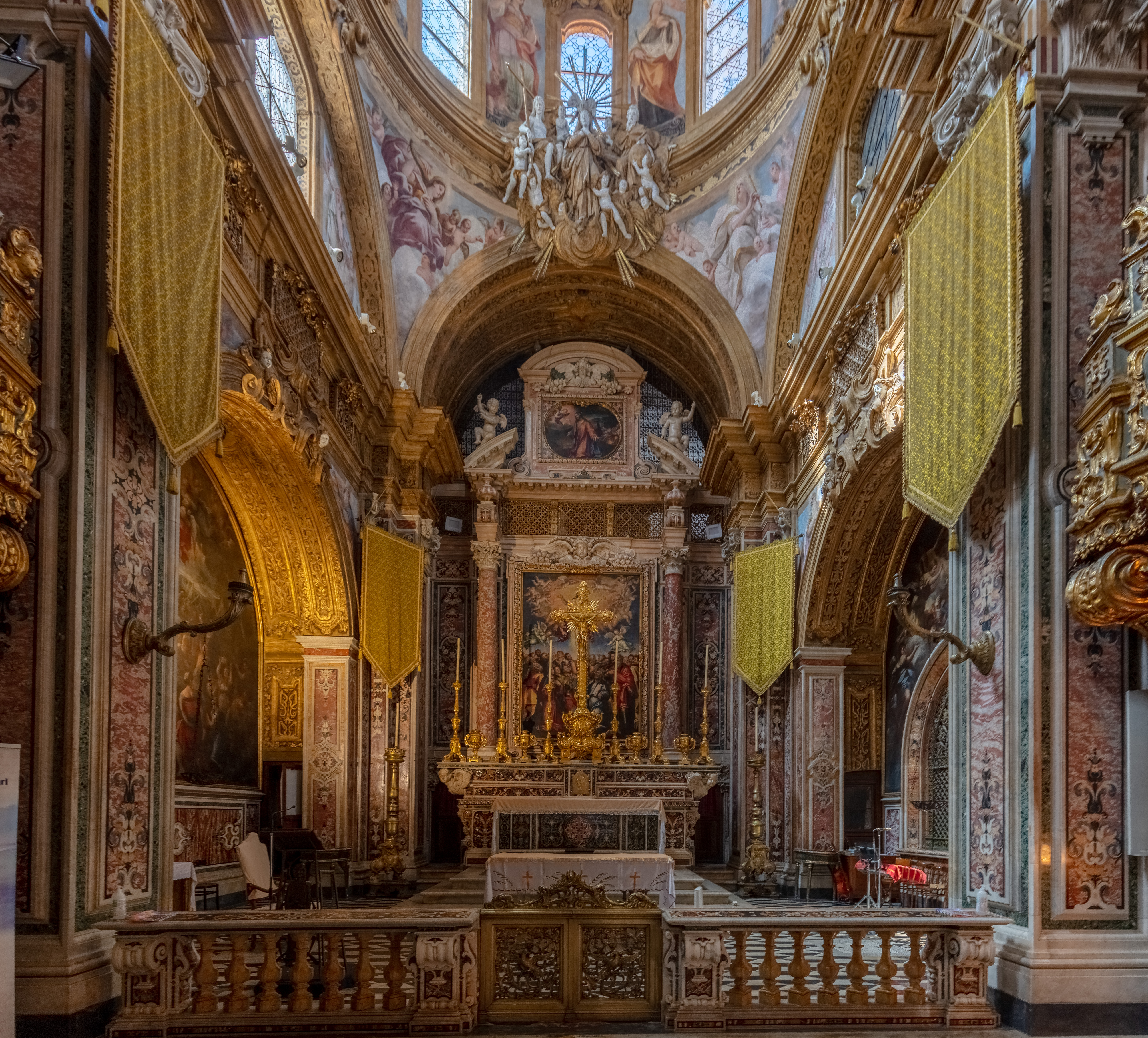
Главный алтарь
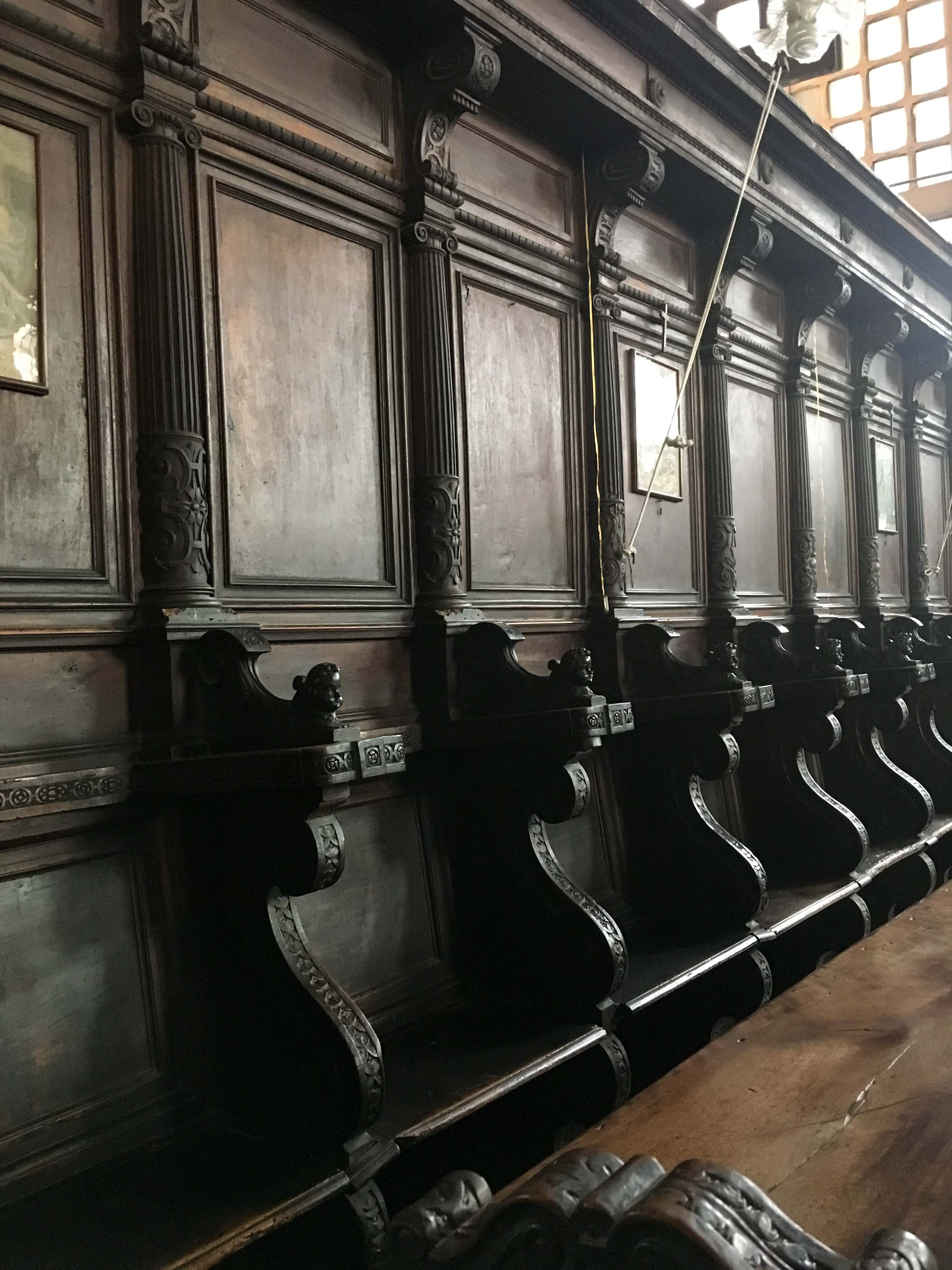
Кресла хора
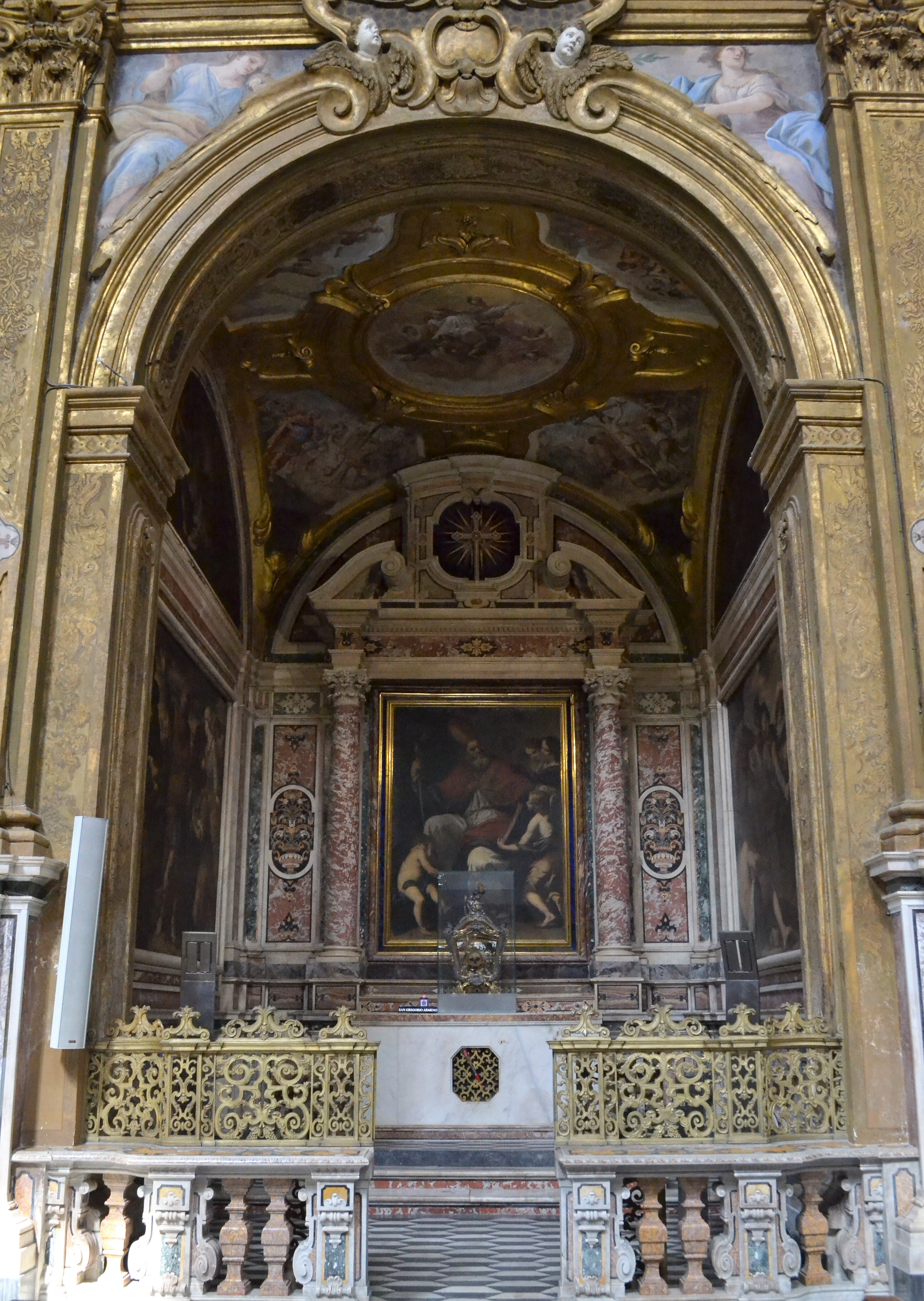
Капелла Сан-Грегорио-Армено
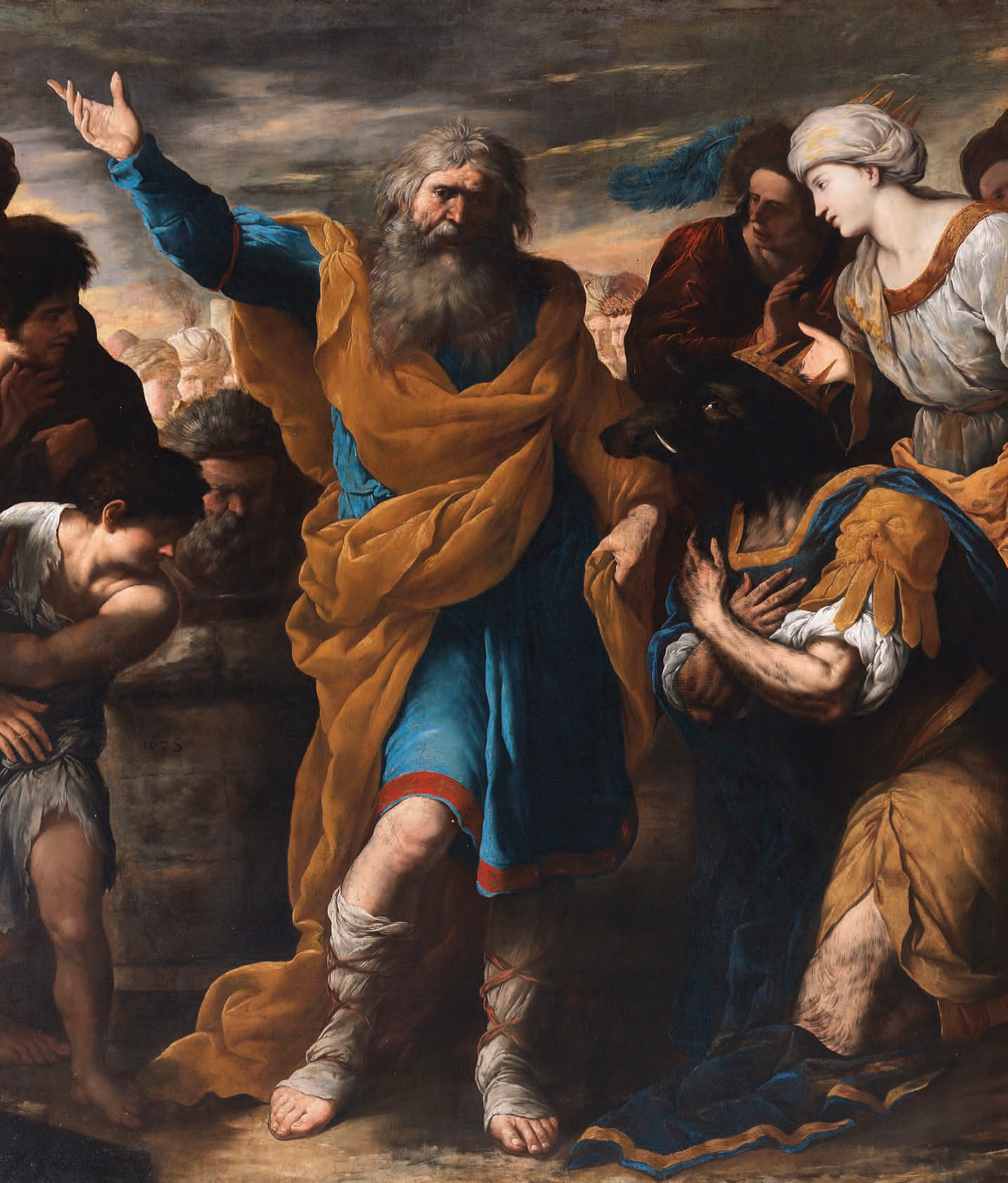
Ф. Фраканцано. Царь Тиридат умоляет святого Григория вернуть ему человеческий облик. 1635. Холст, масло
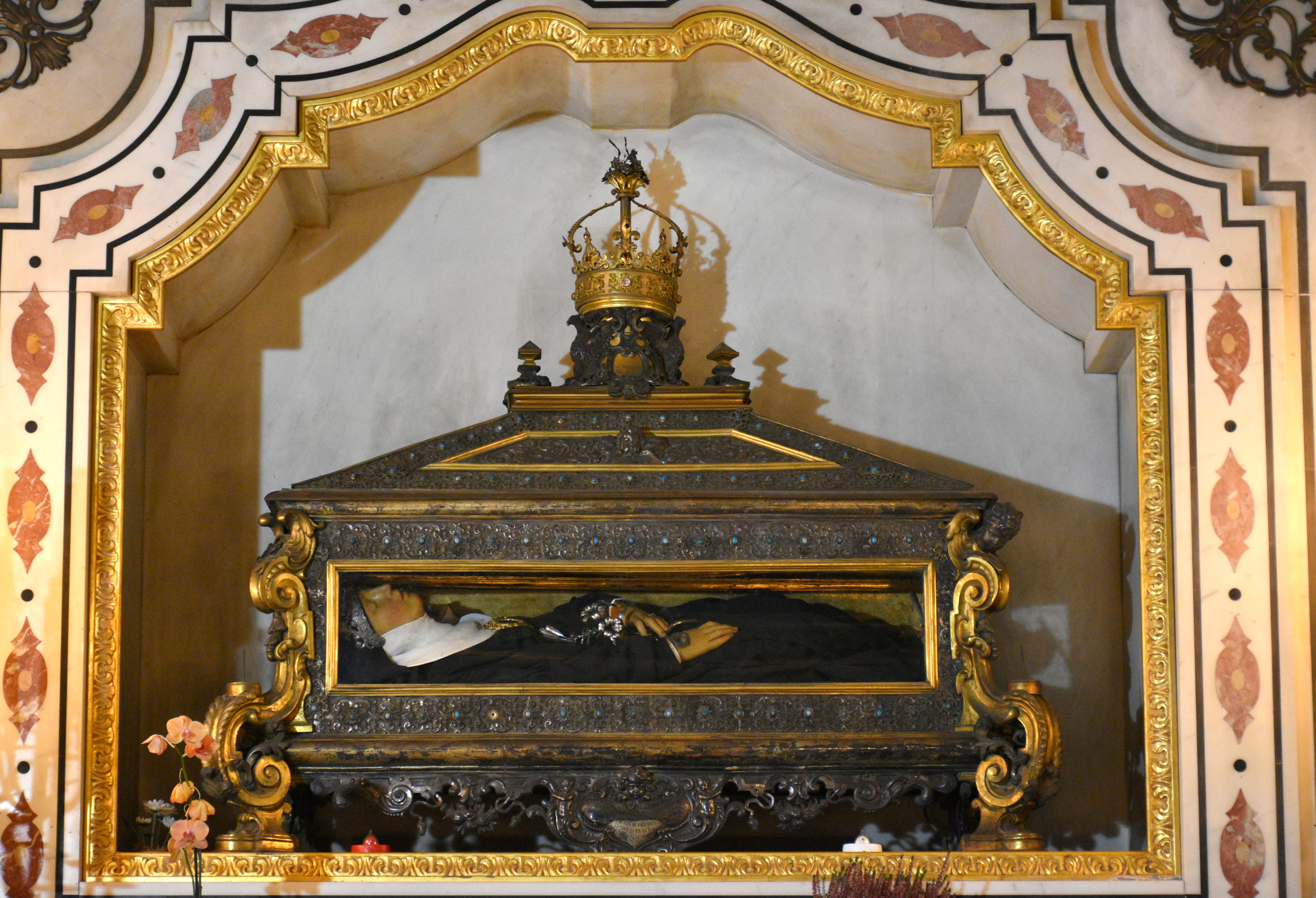
Реликварий Святой Патрисии